# Terre nuove
Terra Nova é um filme venezuelo-italiano de 1991 dirigido por Calogero Salvo.